# 理查德·诺伊特拉
理查德·約瑟夫·诺伊特拉（英語：Richard Joseph Neutra；1892年4月8日—1970年4月16日）是一名奥地利裔美国建筑师。他长期居住在美国加利福尼亚州。他被认为是最为重要的现代建筑师之一。
建于1962年的House of Rancho Mirage是最为著名的诺伊特拉设计建筑之一。于2002年被拆除。